# Église Saint-Michel de Sigale
L'église Saint-Michel est une église située à Sigale (ou, jadis, Sigalle ; en italien Cigala ou Cigalla ; Sigala / Sigalo [siɡˈalʌ] en occitan local), commune française, dans le département des Alpes-Maritimes, en région Provence-Alpes-Côte d'Azur.

## Historique
L'église Saint-Michel, église des Templiers, dite parfois Saint-Michel et Saint-Blaise, est l'église paroissiale de Sigale, autrefois commune aux villages de Sigale, Sigalon et Aiglun. Elle est bâtie dans un style roman alpin tardif comme un certain nombre d'églises de la région. Pour Jacques Thirion, elle peut dater du XIIIe siècle, voire du XIVe siècle. 
À l'origine l'église avait une nef unique et le portail était au nord, dans la deuxième travée (on en voit encore aujourd'hui la trace dans le mur externe). Un clocheton de trois arcades sur deux niveaux domine le pignon occidental a dû être refait plusieurs fois.
Le cimetière communal se trouve au sud de l'église.
Dans l'église elle-même se trouve, sous le maître-autel, le caveau des ecclésiastiques; un autre caveau se trouve sous l'autel du Rosaire (chœur du collatéral); celui des Pénitents blancs, "du saint-Nom-de-Jésus", devait se trouver sous leur chapelle, démolie aujourd'hui, qui se trouvait accolée à l'église et séparée du cimetière par une ruelle.  
L'église a dû être restaurée vers 1420.
Le 17 janvier 1516 Mgr Louis Albin, vicaire-général de l’évêché de Glandèves pour les paroisses situées en terre savoyarde, a accordé l’autorisation d’agrandir l’église. La nef romane est alors doublée d'un collatéral au sud. Pour permettre la communication entre les deux nefs trois larges arcs transversaux retombant sur des colonnes cylindriques ont été réalisés dans le mur goutterot sud. Sur la colonne la plus proche du chœur on peut lire l'inscription « 1520 + Me M° Lonbart ». On ne peut dire si le mot lonbart correspond à un patronyme ou à une origine. 
L'édifice est inscrit au titre des monuments historiques le 8 décembre 1927.

## Présentation
Cet édifice présente une stéréotomie de grande qualité en moyen appareil assez régulier. La nef, élancée, se divise en quatre courtes travées couvertes d’un berceau fortement brisé, directement suivies d’une abside de hauteur quasi identique en cul-de-four.

## Mobilier
L'église possède un notable trésor, qui compte des buste-reliquaires de belle facture (saint Martial, saint Blaise, originaires de Marseille, et saint Lucide), de beaux calices en argent, un plat pour aumônes d'époque Renaissance, et des croix de procession des XVe siècle et XVIIe siècle.
Le culte de saint Lucide a été introduit à Sigale au XVIIe siècle. Des reliques de ce saint sont conservées dans une châsse en fer forgé et bois doré.
L'église conserve deux tableaux importants : un beau tableau d'autel représentant une Vierge à l'Enfant entre saint Michel et saint Jean-Baps)tiste, de facture baroque, issu d'un atelier marseillais, et une Vierge du Rosaire et Mystères du peintre niçois Giovanni Rocca, réalisé vers 1645, ainsi qu'une Gloire (ou Adoration) du Sacré-Cœur assez naïve d'un peintre local, Joseph Faissole, originellement destinée à dominer l'autel du Sacré-Cœur, bâti en 1761, pour honorer le legs du Sr Jean-Baptiste Orcel (v. L. Thévenon, op. cit.).  
Ces deux derniers tableaux ont été récemment restaurés.
Patrimoine mobilier :
* tableau et son cadre : la Vierge à l'Enfant et les âmes du Purgatoire
* 2 statuettes : anges porte-flambeaux.
* 4 statues : paire de figurines d'angelots et paire de statuettes d'angelots.
* croix de procession.
* statue : Christ en croix.
* statue (petite nature) : saint Joseph.
* bénitier.
* bénitier d'applique.
* cuve baptismale.
* tabernacle.
* exposition n°1.
* exposition n°2.
* 2 reliquaires muraux.
* paire de reliquaires-monstrances n°1.
* paire de reliquaires-monstrances n°2.
* bras-reliquaire de saint Sébastien.
* 2 chandeliers dits porte-cierges.
* croix d'autel n°1.
* croix d'autel n°2.
* croix d'autel n°3.
* croix d'autel n°4.
* 3 paires de chandeliers.
* ensemble de 6 chandeliers.
* 2 paires de chandeliers.
* 13 chandeliers d'autel.
* ensemble de 6 chandeliers n°2.
* armoire de sacristie.
* fauteuil de célébrant.
* lutrin.
* cloche dite Sancta Maria.
* calice
* statue : Vierge à l'Enfant dite Notre Dame de Guérison.
* lutrin.
* retable de l'autel Saint-Lucide avec son tableau : saint Lucide martyr.